# Balikó Zoltán

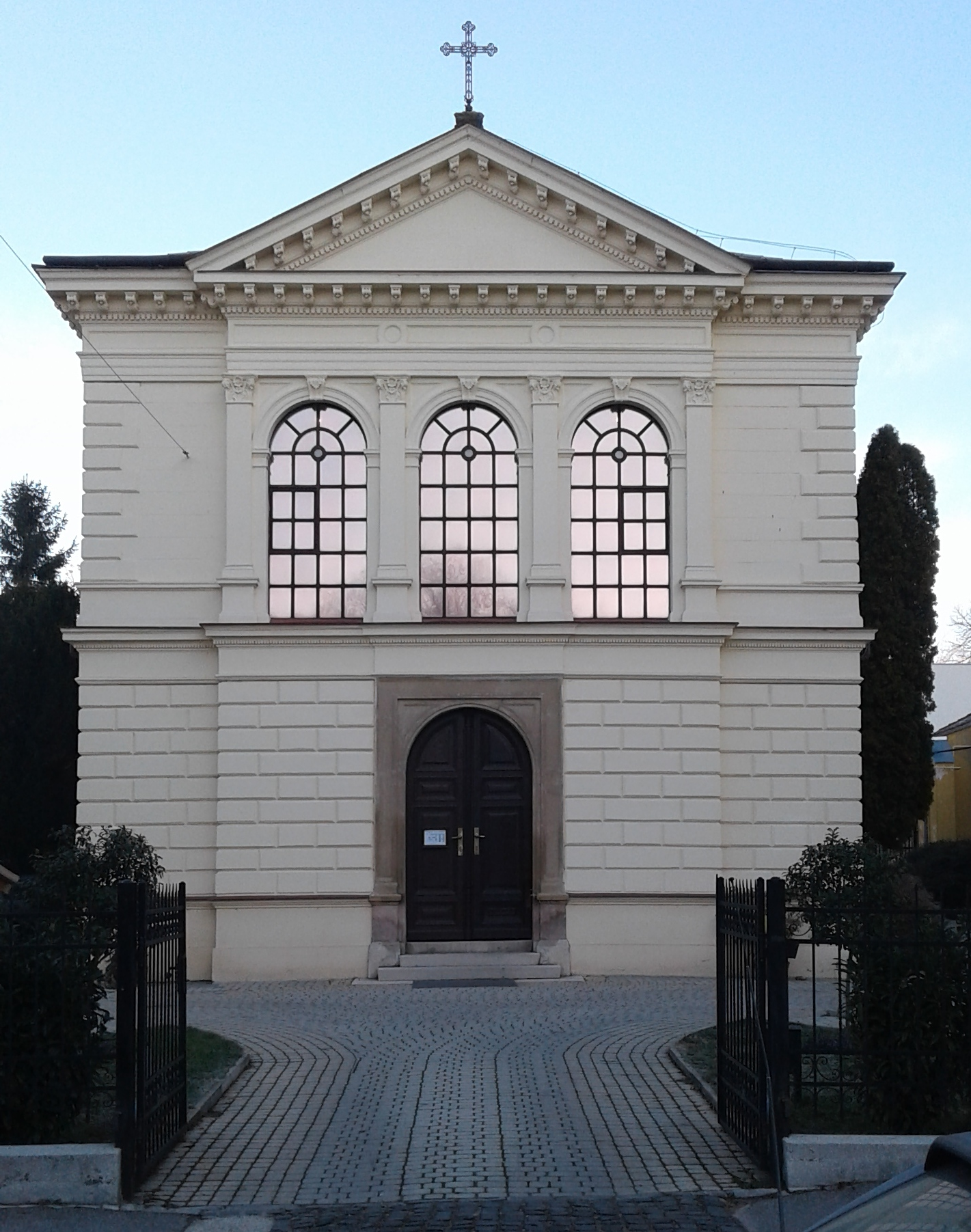
1959-1990 között a pécsi evangélikus gyülekezet lelkésze

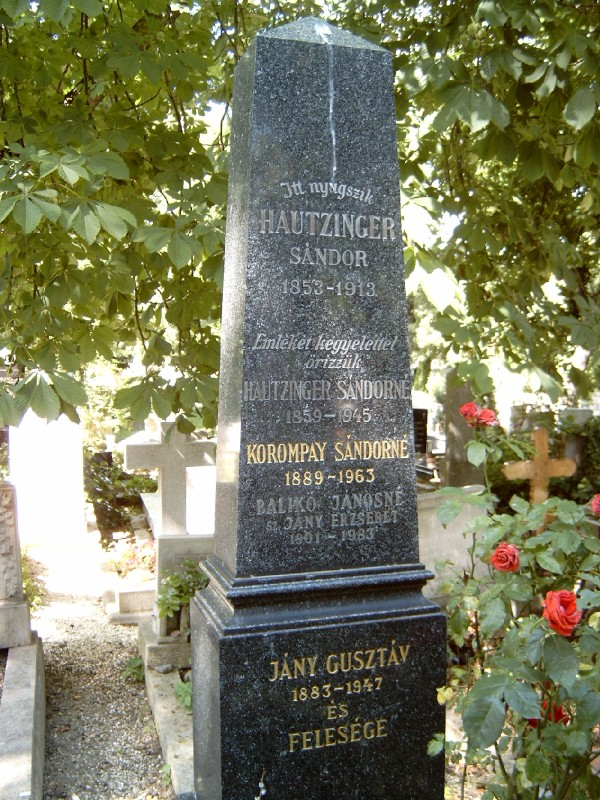
Jány Gusztáv sírja Budapesten. Farkasréti temető: 1/6-2-16. Itt nyugszik Hautzinger Sándor (1853-1913) és felesége (1859-1945) Korompay Sándorné (1889-1963), Balikó Jánosné sz. Jány Erzsébet. (1901-1983) Jány Gusztáv (1883-1947) és felesége

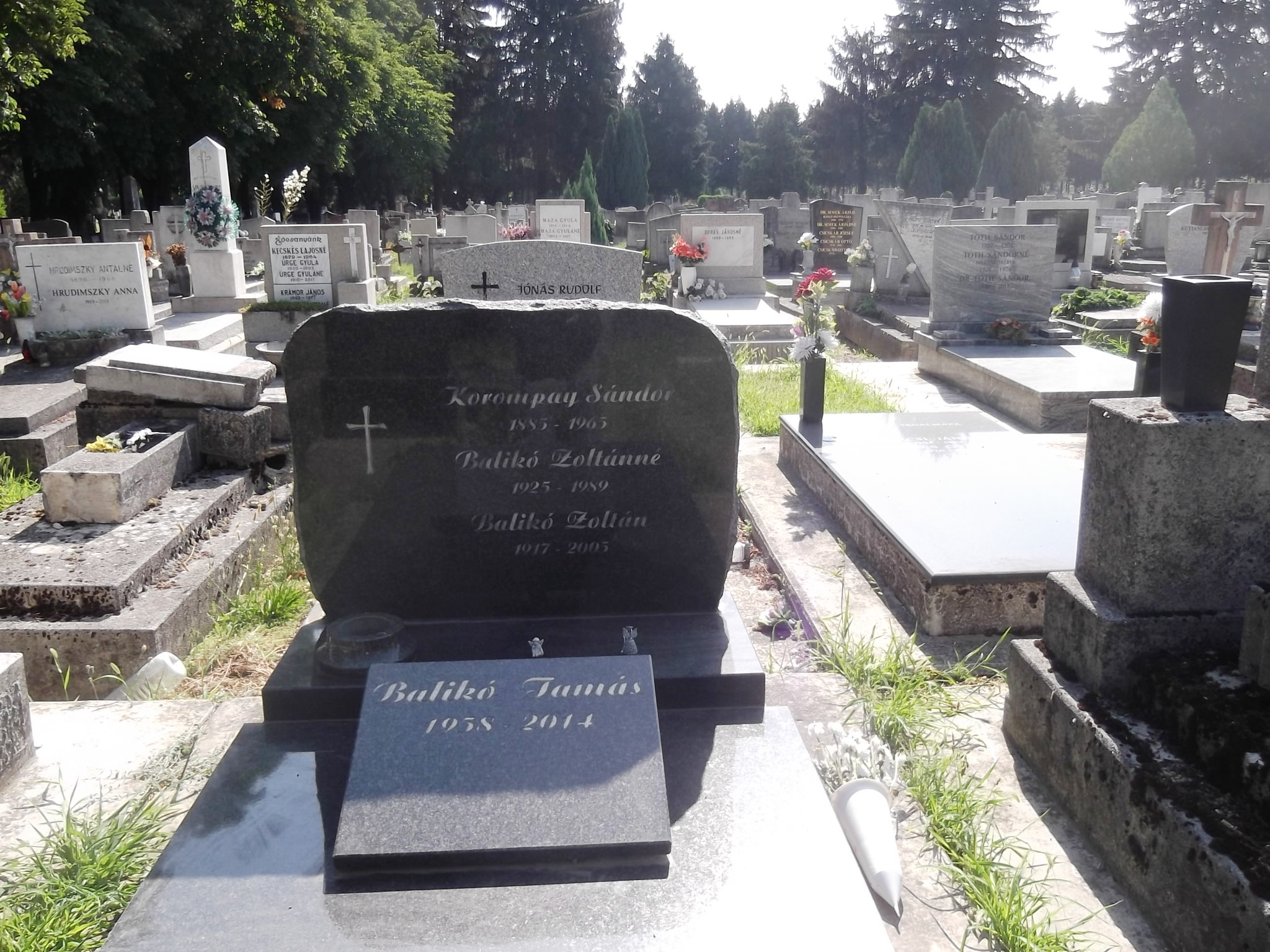
Korompay Sándor (1885-1965) Balikó Zoltánné (1925-1989) Balikó Zoltán (1917-2005) Balikó Tamás (1958-2014) Sír. Pécsi Köztemető Parcella. IKSZ. Sor II. Sírhely 8.

Balikó Zoltán (Kőszeg, 1917. augusztus 7. – Pécs, 2005. december 15.) magyar evangélikus lelkész, esperes.

## Élete
Balikó Lajos evangélikus lelkész és Stiegler Margit fiaként született. Öten voltak testvérek. Balikó Eszter (Urbán Ernőné, Kőszeg 1912. június 29. – Sopron 1980. január 11.), Balikó Erzsébet (Ittzés Mihályné, Rohonc 1910. február 21. – Győr 2001. január 18.), Balikó János (Kőszeg 1914. – São Paulo 1977), Balikó Lajos (Kőszeg 1915. – Sztálingrád 1942), Balikó Ágnes (1931 – Miskolc, 2008), Stiegler Margit halála után Balikó Lajos feleségül vette az unokatestvérét, Stiegler Ilonát, ebből a házasságból született Balikó Ágnes. Balikó Lajos hősi halált halt a Don-kanyarnál. Balikó János idősebb bátyja felesége Jány Erzsébet volt. Balikó Zoltán tábori lelkészként szolgált, de miután Lajos testvére meghalt, Zoltánt hazaküldték 1942 decemberében. Sógorát, Urbán Ernőt küldték ki a frontra a helyére. Ő azonban a harcokban, a visszavonulás során elesett, 4 leánya maradt árván.
A rákospalotai Könyves Kálmán Gimnáziumban tanult, a budapesti Budapest-Fasori Evangélikus Gimnáziumban 1935-ben érettségizett. A pécsi Erzsébet Tudományegyetem soproni Hittudományi Karán lelkészi oklevelet szerzett, majd Léván 1940-ben lelkésszé avatták. Rövid ideig Kovács Sándor püspök, egyháztörténész titkára volt, majd az érdi gyülekezet lelkésze (1940–1942) lett. Érdről hívták be 1942 márciusában tábori lelkészi szolgálatra, és a Magyar 2. hadsereggel a Don-kanyarhoz vezényelték. A második világháborúban így tábori lelkészként szolgált, majd Székesfehérvárott háttérszolgálatos (1942–1944), mivel megtagadta, hogy felesküdjön Szálasira. 1945-ben a kőszegi katonai alreáliskola lelkésztanárává nevezték ki.
1943. szeptember 4-én megnősült, felesége Korompay Ilona, akinek nagybátyja volt Jány Gusztáv magyar királyi honvéd tábornok, a Magyar 2. hadsereg parancsnoka, amely 1943 januárjában a Sztálingrád körzetében vívott harcok során megsemmisítő vereséget szenvedett. Jány Gusztáv volt felesége esküvői tanúja a Kelenföldi Evangélikus Templomban.
1945-46-ban amerikai fogságba esett ugyanis  közel egy éven át a kőszegi cögerekkel (katonai középiskolai diákokkal, 13-14- éves fiúkkal) vonultak feleségével együtt Németországba az előre nyomuló oroszok elől. A történet olvasható Kazinczy László: Sorakozó!... – Akiket az Isten szeretett (Egy katonaiskola története a II. világháború végén) Nagykanizsa. 2005. című könyvében.
Házasságukból négy gyermek született, Balikó Márta (1949–), Balikó Zoltán (1946–) tüdőgyógyász-onkológus, Balikó Katalin (1950–) és Balikó Tamás (1958–2014) színész, rendező.Hazatérése után Monoron segédlelkész, egyúttal a budapesti egyházmegye ifjúsági lelkésze és a Bibliatanács utazó titkára (1946–1949); közben Jány Gusztáv mellett volt a siralomházban (1947. szeptember 25-én, a kivégzése előtti napon).
A Diósgyőr-vasgyári gyülekezet lelkésze 1949–1959 között volt. Egy egyházi gyűlésen elhangzott felszólalása miatt kivált az egyházi szolgálatból, segédmunkásként dolgozott (ún. aljzatbetonos volt a Borsodi Építőipari Vállalatnál, 1956 tavasza–okt.), a forradalom alatt folytathatta lelkészi munkáját, esperessé nevezték ki (1956. okt.–1958), az Állami Egyházügyi Hivatal követelésére megfosztották megbízatásától (1958 vége), a pécsi evangélikus gyülekezet lelkésze (1959–1990).
1990-ben nyugdíjba vonult.„A „másképpen gondolkodó". Balikó Zoltán nem akárhol, hanem Pécsen, Káldy Zoltán utódaként 1983 pünkösdjén Ordass Lajos példájának említésével adott tanítást a „belső békességről", a „lelkiismeret csendjéről", amikor a Lélek ajándékaképpen „az ember szívéből minden bizonytalanság eltűnik". Nem lett emiatt semmi baja, a helyén maradt. A rendszerváltás után a pécsi közgyűlés képviselője, a szociális és foglalkoztatási bizottság tagja (SZDSZ, 1990–1994). Portréját a pécsi Városháza első emeleti tárgyalótermében helyezték el (Bükösdi Géza festménye, 2006).
A honvédelmi miniszter 1994-ben a „Honvédelemért” érdemkereszt I. osztályával tüntette ki Balikó Zoltán egykori evangélikus tábori főlelkészt. Munkásságáért a Pro Civitate Díjat kapta 1995-ben.
Feleségével a Pécsi Köztemetőben nyugszik (Sír: Parcella: IKSZ, Sor: II., Sírhely: 8).

## Fontosabb művei
- A győzelem földjén. (Győr, 1943; 2. kiadás. 1944)
- Hősök keresztyények. (Győr, 1943)
- A lelkész hitbenjáró ember. Teológia – Hittudományi Folyóirat 12. (1978) 1978 / 4. szám.[5]
- A megrepedt nádat nem töri el. Áhitatoskönyv betegek, szenvedők részére. Írta és összeáll. Cserháti Sándorral. (Budapest, 1981; új kiad. 1996)
- Az efezusi levél gyakorlati magyarázata lelkésztársaim és bibliaolvasó testvéreim számára. (Magyarországi Evangélikus Egyház Sajtóosztálya. Budapest, 1985)[6]
- Luther: Így imádkozzál! Egyszeri útmutató az imádkozásra. Forditotta. (Győr, 1943; 2. kiadás. 1944)
- Luther: Hogyan szemléljük Krisztus szent szenvedését? Ford. Véghelyi Antallal (Budapest, 1997)
- Isten iskolájában. Balikó Zoltán, evangélikus lelkész igehirdetéseiből (Luther Rózsa Alapítvány, Pécs, 1999; 2006)
- Tisztesség, becsület, erkölcs. Beszélgetés Balikó Zoltán evangélikus lelkésszel. Agyaki Gábor (Pécsi Panoráma, 2004)

## Jelentések Baliko Zoltánról az ÁBTL-ben
- ÁBTL. 3.1.2. M-32400/6 „Papp István” (Várady Antal) ügynök. Adta „Papp István” fedőnevű ügynök. Vette: Varga József rendőr őrnagy. Idő: 1967. július 4. Hely: Budapest, Sport presszó. Tárgy Balikó Zoltán. A lakás igen nagy kb. 5 szobás, északi fekvésű, rideg, rendkívül feltűnően öreges bútorokkal, majdnem szegénységet mutat. Minden rendkívül kopott, az egyetlen modern darab a lakásban egy kisképernyős TV. készülék. A család Balikó Zoltánné az egyházközség könyvelője, havi 700 Ft. fizetésért. Aránylag jókedélyű, kedves egyéniség. A legidősebb fiu (Zoltán) harmadéves orvostan hallgató, nem volt otthon, a szigorlatokra készült Magyarbolyon (ahol egy Zászkaliczky fiú a lelkész). A következő leány, Márta, a napokban érettségizett kitűnő eredménnyel, németül és franciául beszél, elhelyezkedett egy idegenforgalmi vállalatnál. A következő leány Katalin, nem volt otthon, harmadikos gimnazista, egy pécsi csapat kézilabda kapusa, éppen Pápán volt mérkőzésen. A legkisebb gyerek Tamás, 9 éves, jó tanuló, de az ország legrosszabb gyerekei közé tartozik. Rendkívül szép arcú, de tiszta gonosztevő egyéniség, olyan erőszakos, mint apja. A családhoz tartozik, mint ott lakó Csepregi Zsuzsa, Csepregi Béla sárszentlőrici lelkész leánya, aki Pécsett járt gimnáziumba, a napokban érettségizik és jelentkezik a teológiára. Igen komoly leány, de jókedélyű, kedves és okos egyéniség, sokban hasonlít apjára. Félig a családhoz tartozik a segédlelkész Blatniczky János, aki egy éve van Pécsett, zenei képességei vannak, ő vezeti az énekkart. A segédlelkészi lakásban, egy másik épületben lakik, vele lakik öccse, Blatniczky László orvostanhallgató.
- Balikó Zoltán sovány, aszkéta arcú, nagy hatású, ahogyan bánik az emberekkel. Fizetése az államsegéllyel együtt havi 2300 Ft. A pécsi gyülekezet anyagilag nagyon szűkmarkú, Balikó Zoltán szerint Káldy Zoltán rontotta el, aki lebeszélte a presbitériumot a fizetésrendezésről, mert ő akkor nőtlen volt és csak az anyjával élt ott. A Balikó család tyúkokat és nyulat tart, nagy kertjük van, azt Balikó Zoltán gondozza, minden nap hajnali 4-5 órakor kel fel. A gyülekezet kb. 2000 lelkes, de 50 község tartozik hozzá, így vasárnaponként a két lelkész együttesen legalább hat istentiszteletet tart. Balikó Zoltán trabant kocsival jár (VLSZ adomány), a segédlelkész motorkerékpárral. Balikó Zoltán a gyülekezet tagjainak szinte minden kérdésével foglalkozik, nagyon utánajár mindennek, a szórványokban is. Arra törekszik, hogy vasárnap délelőtt mindig Pécsett legyen és a segédlelkészt küldi a szórványokba, mert a környékről akkor keresik fel hívei. Nem foglalkozott a budapesti eseményekkel, a püspökváltozással stb.
- Június 4-én vasárnap este egy vallásos esten kb. 7 perces prédikációt tartott, az remekmű volt, hallatlan nyugalommal, intelligensen, biblikusan, pozitívan, elevenen szólt, s azt mondják, hogy mindig így szokott prédikálni. Az ország néhány legjobb igehirdetője közé tartozik. Hallatlan munkabírása van. Lengyelországban is prédikált német és angol nyelven. Egy újabb lengyelországi útját megakadályozták, nem kapott útlevelet. Káldy Zoltán amikor püspök lett, javasolta Balikó Zoltánnak a pécsi állást. Balikó Zoltán akkor Diósgyőrvasgyárban volt lelkész és esperesként is működött. Balikó Zoltánt a kérés meglepte, de vállalta, noha a jövedelme ott jobb volt. Rengeteget dolgozott, rendbe szedette a gyülekezeti épületeket, ő vásárolta a vasgyári lelkészlakást, egy villát. Káldy Zoltán sokszor beleszól a pécsi egyház belső ügyeibe, amiért Balikó Zoltánnal viták alakultak ki. Fabinyi Tiborról csak annyit jegyzett meg, hogy nagyon értékes ember.
- Balikó Zoltánban hallatlan energia feszül, emberfeletti a munkabírása, mennyiségben is óriási a szellemi, teológiai felkészültsége. Amilyen gondozatlan, majdnem toprongyos ruházkodása, éppolyan gazdag, színes gondolatvilága. Szellemes és humoros is. Ha egy ügyre ráfekszik, akkor azt tűzön-vízen át véghez viszi. Bizonyosan nacionalista érzelmű, de ennek mértékét megállapítani, hogy mennyire szélsőséges-e ezt nagyon nehéz volt megállapítani rövid idő alatt. „Papp István” Értékelés: A jelentés egyoldalú, nem ellenőrzött, de megbízható ügynöktől ered, operatív értékű. Intézkedés: A jelentés egy példányát megküldjük a Baranya megyei párhuzamos alosztálynak, és kivonatokat készítünk belőle. Varga József rendőr őrnagy. A magyar állambiztonság „Papp István” fedőnéven Várady Lajost foglalkoztatta, akinek első ismert jelentése 1957 januárjából származik. Várady Lajos budavári lelkész, esperes volt.[7]
- ÁBTL- M-30861. "Károlyi” fedőnevű ügynök jelenti. Fogadta Hevesi Károly rendőr főhadnagy. Idő: 1967. június 22. „Balikó Zoltán a Pécsi Evangélikus gyülekezet lelkésze kiváló képességekkel rendelkező egyén. Nagyszerű nyelvérzéke lehetővé tette: angolul, németül, latinul, görögül, héberül kiválóan tud. Nagyszerű teológiai képzettsége mellé, kiváló szónok is. A kettő ötvözetéből kiváló prédikátor született. Legjobbak között emlegetik a nevét. Nem csoda ezután, ha nemcsak gyülekezetében, hanem az ország sok részén sok rajongója van.”

## Videófelvételek
- Aktuális – Beszéljük meg: Hősök vagy rászedettek?  – Youtube.com, Közzététel: 1995. május 20.
- 4.) Kettős tükör: lelkészek híres gyermekei. Dicsőség, békesség. Fabiny Tamás Balikó Tamással a Pécsi Nemzeti Színház igazgatójával (evangélikus) beszélget, aki édesapjára Balikó Zoltánra és édesanyjára Korompay Ilonára emlékezik. – Youtube.com, Közzététel: 1997. március